# Al-Qahira Vallis
Al-Qahira Vallis és una formació geològica de tipus vallis a la superfície de Mart, localitzada amb el sistema de coordenades planetocèntriques a -14.41 ° latitud N i 165.36 ° longitud E, que fa 600 km de diàmetre. El nom va ser aprovat per la UAI l'any 1973 i fa referència a una característica d'albedo.